# NGC 6706
NGC 6706 is een elliptisch sterrenstelsel in het sterrenbeeld Pauw. Het hemelobject werd op 8 juni 1836 ontdekt door de Britse astronoom John Herschel.

## Synoniemen
- ESO 104-24
- PGC 62596